# Генри ле Диспенсер
Генри ле Диспенсер (англ. Henry le Despenser; 1341/42 — 23 августа 1406) — английский аристократ, епископ Нориджа с 1370 года. Принадлежал к баронскому роду, заслужил репутацию «воинственного прелата» благодаря своему участию в разгроме восстания Уота Тайлера в 1381 году. Двумя годами позже возглавил крестовый поход во Фландрию против сторонников антипапы; крестоносцы не смогли взять Ипр, их силы разделились, а после подхода французской армии Диспенсеру пришлось эвакуировать свою армию на родину. По возвращении епископ подвергся импичменту. В 1385 году он получил назад свою епархию и принял участие в шотландском походе. В 1399 году, во время переворота Генриха Болингброка, Диспенсер до конца поддерживал Ричарда II, позже его обвиняли в причастности к Крещенскому заговору. В епархии он боролся с лоллардами, пытался подчинить себе другие религиозные общины на территории своего диоцеза. В последние годы власть Диспенсера была существенно ограничена королём.

## Биография

### Происхождение
Генри ле Диспенсер принадлежал к аристократическому роду, известному с XI века. Диспенсеры владели землями в Лестершире, служили графам Честера. Прапрадед Генри Хью занимал должность юстициария Англии, был одним из соратников Симона де Монфора во время Второй баронской войны, заседал в парламенте Монфора, из-за чего иногда его называют первым бароном Диспенсером. Хью погиб в битве при Ившеме. Его сын и внук, носившие то же имя, возвысились при Эдуарде II; внук, по мнению большинства современников, был любовником этого короля. Хью-старший получил титул графа Уинчестера, Хью-младший женился на одной из наследниц Клеров и начал создавать своё территориальное княжество в Уэльсе. Однако в 1326 году Эдуард II был свергнут, обоих Диспенсеров казнили, а их земли и титулы конфисковали.
Генри был сыном Эдварда ле Диспенсера — второго из сыновей Хью-младшего. Эдвард смог получить часть семейных владений, но погиб молодым во время войны на континенте (1342 год). После него осталось шесть детей (пять сыновей и дочь), родившихся в браке с Энн Феррерс, дочерью Уильяма, 1-го барона Феррерса из Гроуби. Генри был, по одним данным, четвёртым сыном, по другим — пятым, самым младшим. Кроме него, в семье родились Эдвард (1335—1375), впоследствии 5-й барон Диспенсер, Хью (умер в 1374), Томас (умер в 1381) и Гилберт (умер в 1382). Кроме того, в семье была дочь Джоан, которая стала монахиней в аббатстве Шефтсбери и умерла в 1384 году.
По линии бабки, Элинор де Клер, Генри Диспенсер происходил от короля Эдуарда I и состоял в довольно близком родстве с Эдуардом III: последний приходился ему двоюродным дедом.

### Ранние годы и начало карьеры
Генри ле Диспенсер родился в 1341 или 1342 году. Вскоре после этого его отец погиб в Бретани, в битве при Морле. Старший из братьев Диспенсеров унаследовал семейные владения, ещё трое впоследствии стали военными, а Генри начал церковную карьеру. В 1353 году он стал каноником в Лландаффе, годом позже — каноником кафедрального собора в Солсбери. К 1361 году Диспенсер занимал должность ректора Босворта в Лестершире и имел степень магистра права Оксфордского университета. 17 декабря 1362 года он официально перешёл в духовное сословие. К 20 апреля 1364 года Генри стал архидиаконом Лландафа. Благодаря единственному упоминанию в источниках известно, что в 1369 году он участвовал в войне папы римского Урбана V против герцога Миланского Галеаццо II Висконти вместе с братом Эдвардом.
В 1370 году Диспенсер стал епископом Нориджа — богатого города в Восточной Англии, занимавшего по численности населения четвёртое место в королевстве. Папская булла с этим назначением датирована 3 апреля, а 20 апреля Генри был посвящён в сан в Риме. 14 августа того же года он получил инвеституру от короля Англии.

### Во время крестьянского восстания
Епископ Нориджа привлёк к себе всеобщее внимание в 1381 году, во время масштабного крестьянского восстания. Взбунтовавшиеся крестьяне из Кента и Эссекса вошли в Лондон и предъявили королю Ричарду II свои требования, однако вскоре их вождь Уот Тайлер был убит, а сторонники монарха начали расправу. Тем временем восстание охватило и Восточную Англию, причём приобрело здесь специфические черты. Джеффри Листер, возглавивший повстанцев Норфолка, провозгласил себя «королём общин». Он был намерен создать отдельное государство с центром в Норидже и даже организовал там собственный двор, подобный королевскому. По всему региону восставшие грабили усадьбы и монастыри, сжигали юридические и налоговые документы. Диспенсер узнал об этих событиях, когда находился в Берли-у-Стемфорда в Ратленде, в 160 километрах от Нориджа. Он тут же двинулся в свою епархию со свитой, включавшей восемь рыцарей и небольшое число лучников, а на пути, в Питерборо, атаковал толпу крестьян, готовившихся разграбить местный монастырь. По словам хрониста, «некоторые пали от копья и меча, не дойдя до монастырской церкви, некоторые уже внутри, а некоторые даже рядом с алтарём; те, кто пришёл разрушить церковь и убить её министров, пали от руки священника, ибо епископский меч даровал им очищение».
В Питерборо Диспенсер пополнил свой отряд за счёт местного рыцарства. На следующий день, 18 июня 1381 года, он разогнал в Рамси толпу крестьян из Саффолка и Кембриджшира, а 19 июня вошёл в Кембридж, тоже охваченный восстанием. Епископ навёл порядок в городе, сместил мэра и казнил нескольких зачинщиков мятежа. В пути на Норидж он встретил трёх послов, направленных Джеффри Листером к королю за амнистией; все трое были обезглавлены на месте. 24 июня Диспенсер занял центр своего диоцеза. Повстанцы отступили из города и создали укреплённый лагерь, который, однако, был взят штурмом (атаку возглавил сам епископ). Листера, взятого в плен, приговорили к казни через повешение, потрошение и четвертование. Диспенсер лично руководил экзекуцией, причём перед этим принял исповедь осуждённого и отпустил ему грехи. В последующие дни восстание было подавлено по всему региону. Историки отмечают, что с формальной точки зрения деятельность епископа была незаконной: он не имел королевского разрешения казнить преступников.
Суровость, проявленная епископом по отношению к повстанцам, сделала его крайне непопулярным в Норфолке. В 1382 году возник заговор с целью убийства Диспенсера; об этом стало известно властям, и заговорщиков казнили. Епископ после этих событий заказал для часовни Святого Луки в Нориджском соборе алтарный образ, показывающий крестные муки Иисуса. Возможно, целью Диспенсера было показать пастве, что нужно безропотно принимать свою судьбу подобно тому, как это сделал Спаситель.

### Крестовый поход во Фландрию
Вскоре после избрания папой римским Урбана VI кардиналы-французы выбрали другого папу, Климента VII, который уехал в Авиньон (1378 год). Это стало началом Великого западного раскола: в течение примерно сорока лет сразу двое (а некоторое время трое) иерархов называли себя истинными главами католической церкви. Англия признала папой Урбана VI, а враждебная ей Франция — Климента VII. В 1382 году французский король подчинил себе Фландрию, которая теперь тоже была вынуждена почитать Климента. В ответ на это Урбан провозгласил крестовый поход против фламандцев, а руководителем экспедиции назначил Диспенсера. Последний получил чрезвычайные полномочия, все его последователи — полное отпущение грехов.
Парламент и король Ричард II отнеслись к предстоящему походу с энтузиазмом: подчинение Фландрии снова открыло бы местный рынок для экспорта английской шерсти и стало бы ударом по Франции, к тому же основные расходы на крестовый поход несла церковь, а не правительство. В декабре 1382 года Генри Диспенсер и его люди приняли крест в соборе Святого Павла в Лондоне. В феврале 1383 года парламент одобрил епископа в роли командующего, хотя и не без некоторых колебаний; назначение на такую должность духовного лица выглядело необычным, и, по-видимому, изначально планировалось поставить во главе похода Джона Гонта или другого дядю короля. Диспенсер отверг предложение взять графа Арундела в помощники. Он получил от парламента специальную субсидию, а от английских монастырей и частных лиц поступало множество пожертвований.
В мае 1383 года Генри высадился в Кале во главе примерно восьмитысячной армии. Он занял Гравелин, Дюнкерк и ряд прилегающих замков, 25 мая в сражении под Дюнкерком разбил армию графа Фландрского Людовика II, а потом осадил Ипр. Епископ не хотел задерживаться под стенами этого города, но большинство знатных крестоносцев было за взятие Ипра, так что епископу пришлось уступить. Защитники города успели подготовиться к обороне. Они разобрали дома в предместьях, возвели укрепления на земляных валах, послали в Париж за порохом; Ипр был разделён на оборонительные секторы, его защищали двойной ров с водой и высокий частокол. Первое нападение англичан (8 июня 1383 года) было отбито, как и атаки в течение следующих трёх дней. К концу первой недели осады Диспенсер смог, получив подкрепления, полностью окружить город и завалить внешний ров, а 15 июня он начал артиллерийский обстрел. Однако огонь пушек оказался малоэффективным. Осаждённые отбили все последующие атаки, подкупили некоторых офицеров крестоносной армии, так что те отказались сражаться. 8 августа, узнав, что граф Фландрский идёт на помощь Ипру с новой армией, епископ решил снять осаду.
Теперь силы крестоносцев разделились. Диспенсер решил двинуться во Францию, но не все его поддержали; одни вернулись в Англию, другие во главе с сэром Хью Калвли и сэром Томасом Триветом ушли в Бурбур и Берг. Епископ с оставшимся у него войском всё-таки пошёл на юг, но вскоре был вынужден отступить из-за недостатка сил и вернулся в Гравелин. Тем временем французы собрали большую армию. 7 сентября они заняли Берг, 12 — Бурбур, потом осадили Гравелин. Диспенсер отверг предложение о капитуляции. Через несколько дней он приказал разграбить город и уплыл в Англию. Таким образом, к концу октября крестовый поход во Фландрию закончился поражением.

### Дела епархии
Вскоре после возвращения на родину Диспенсер был подвергнут парламентскому импичменту. Канцлер Майкл де ла Поль в присутствии короля обвинил епископа в том, что он не набрал достаточного количества вооруженных людей для крестового похода, назначил неспособных военачальников, обманул короля, не позволив светскому лорду командовать экспедицией, и преждевременно распустил армию. Диспенсер отверг все эти обвинения, но канцлер счёл его аргументы недостаточными. Тогда Генри добился ещё одного слушания, на котором обвинил своих офицеров в том, что они вынудили его отступить от Ипра, а потом вывести войска из Фландрии. Тем не менее депутаты признали епископа виновным в провале крестового похода. Его пребенды были кофискованы, его полномочия временно оказались в руках короля.
В 1385 году Диспенсер был восстановлен в своих правах. Вместе со множеством других князей церкви и светских лордов он принял участие в походе Ричарда II в Шотландию. Англичане взяли Эдинбург, после чего вернулись на юг, хотя Джон Гонт настаивал на продолжении похода. В 1386—1387 годах епископ Нориджа участвовал в морской экспедиции графа Арундела против фламандцев. После этого он уже не брал оружие в руки, сосредоточив свои усилия на расширении контроля над собственной епархией. Больше десяти лет Диспенсер был вовлечён в споры с капитулом Нориджского собора и другими религиозными общинами, главным образом по поводу права епископа вмешиваться в их внутренние дела. В 1394 году его противники обратились к папе Бонифацию IX, и тот годом позже приказал архиепископу Кентерберийскому Уильяму Куртене стать посредником в споре. Обе стороны предстали перед архиепископом и королевским советом, но смерть Куртене в июле 1396 года отсрочила решение. Только в 1398 году комиссия, сформированная королём, приняла решение в пользу Диспенсера. Папа отменил это решение в 1401 году, но епископ Нориджа проигнорировал отмену. В конце концов его оппоненты смирились с потерей своей автономии.
В это же время Диспенсер активно боролся с лоллардами, учение которых в 1382 году было признано ересью. Томас Уолсингем высоко оценил действия Генри, противопоставив его другим епископам Англии. По словам хрониста, Диспенсер «поклялся и не раскаивался в своих словах, что если кто-нибудь из этой порочной секты осмелится проповедовать в его епархии, то его следует предать огню или обезглавить… Никто из тех, кто принадлежал к этому течению, не имел никакого желания принять мученичество, в результате чего вера и истинная религия оставались незатронутыми в пределах его епископской власти». Впрочем, есть основания полагать, что Диспенсер не слишком жестоко обращался с лоллардами. Один из еретиков, норфолкский викарий Уильям Сотри, допрошенный епископом 1 мая 1393 года, публично отрёкся от своей ереси и, по-видимому, не был серьёзно наказан. Позже он переехал в Лондон, там привлёк к себе внимание архиепископа Томаса Арундела и был сожжён в цепях в Смитфилде в 1401 году.

### Последние годы
В 1399 году, когда сын Джона Гонта Генрих Болингброк поднял мятеж против Ричарда II и получил почти всеобщую поддержку, Диспенсер остался верен монарху. Он оставил епархию на трёх викариев, а сам повёл подкрепление к герцогу Йоркскому, хранителю королевства. 10 июля в Сент-Олбансе епископ объединил свои силы с Йорком. Вместе они отправились навстречу королю, вернувшемуся из Ирландии. Диспенсер был с Йорком в замке Беркли; там герцог перешёл на сторону мятежников, а епископ отказался это сделать, был арестован (конец июля) и провёл некоторое время в Тауэре. Возможно, он присутствовал при провозглашении Болингброка королём 30 сентября под именем Генриха IV. Диспенсер точно участвовал в первом заседании парламента нового царствования 6 октября 1399 года, на котором было решено, что бывший король Ричард должен быть заключен в тюрьму.
Влияние Диспенсера в его епархии при Генрихе IV, по-видимому, уменьшилось; реальная власть перешла к королевскому приближённому сэру Томасу Эрпингему. В январе 1400 года группа аристократов, в числе которых был племянник епископа Томас Диспенсер, попыталась вернуть корону Ричарду, но потерпела поражение. Мятежники были казнены, а Эрпингем обвинил Генри в причастности к их затее. Король в 1401 году даровал епископу полное прощение.
Генри Диспенсер умер 23 августа 1406 года и был похоронен в Нориджском соборе перед главным алтарем. Посвященная ему мемориальная надпись не сохранилась.

## Оценки личности и деятельности
Средневековые хронисты описывают Диспенсера как человека щедрого, жизнерадостного, милосердного. В то же время он проявлял суровость по отношению к восставшим крестьянам и лоллардам, надменность по отношению к монашеству и вообще к тем людям, за счёт которых мог расширить свою власть и добиться новых почестей. Иногда епископ встречал жёсткий отпор. Например, в 1377 году, приехав в город Линн, находившийся в пределах его епархии, он увидел, что перед мэром города во время торжественной процессии идёт должностное лицо с жезлом; Диспенсер немедленно пожелал, чтобы такой же жезл носили и перед ним как «лордом города», хотя его умоляли отказаться от этой идеи. Жители Линна, увидев процессию, забросали её камнями, так что епископу пришлось бежать из города.
Благодаря своей роли в разгроме крестьянского восстания и участию в ряде военных кампаний за пределами Англии Диспенсер получил репутацию «воинственного прелата». Он явно обладал энергией и способностями государственного деятеля, которые были замечены при дворе.